# Kalitta Charters
Kalitta Charters (ursprünglich 1973 gegründet als Connie Kalitta Services, von 1991 bis 1998 Kalitta Flying Service und danach bis 2001 Kitty Hawk Charters) ist eine US-amerikanische Charterfluggesellschaft und ein Schwesterunternehmen der Kalitta Air mit Sitz in Ypsilanti (Michigan). Sie bietet Passagier- und  Frachtbeförderungen auf Ad-hoc-Basis an und führt daneben medizinische Hilfsflüge durch. Kalitta Charters hat eine weitere Schwestergesellschaft names Kalitta Charters II, die als Linienfluggesellschaft im landesweiten Frachtgeschäft aktiv ist.

## Geschichte
Im Dezember 2001 erwarb Douglas „Doug“ Kalitta das Air Operator Certificate sowie Teile der insolventen Kitty Hawk Charters. Dieses Unternehmen war ursprünglich von seinem Onkel Conrad „Connie“ Kalitta im Jahr 1973 in Detroit unter dem Namen Connie Kalitta Services als Charterfluggesellschaft gegründet worden, um Fracht für die Automobilindustrie auf Ad-hoc-Basis zu befördern. Im Frühjahr 1978 setzte die Gesellschaft zwei auf Turboprop-Triebwerke umgerüstete Beechcraft C-45 und zwei Learjet 23 ein. Anfang 1984 stellte sie mit einer geleasten Douglas DC-6 und einer Douglas DC-8 ihre ersten Verkehrsflugzeuge in Dienst. Gleichzeitig wurden weitere 17 Flugzeuge im Auftragsverkehr betrieben, darunter sechs Learjets. Ab 1985 führte Connie Kalitta Services neben Frachttransporten und Geschäftsflugverkehr auch Ambulanzflüge durch. Ende der 1980er Jahre beschäftigte das Unternehmen 425 Mitarbeiter und verfügte über eine Flotte von 40 Flugzeugen, darunter eine Boeing 727-100 und dreizehn Douglas DC-8.
Nachdem Conrad Kalitta im Jahr 1991 die Linienfluggesellschaft American International Airways aufgekauft und dadurch ihr Air Operator Certificate erworben hatte, wurden die als Frachter genutzten Verkehrsflugzeuge der Connie Kalitta Services an dieses Unternehmen überstellt. Gleichzeitig firmierte er seine bisherige Gesellschaft zur Kalitta Flying Service um, die weiterhin mit einer Betriebsgenehmigung gemäß FAR 135 im Charterverkehr tätig blieb und primär Geschäftsflüge durchführte. Im Frühjahr 1992 bestand die Flotte aus 34 Flugzeugen, darunter 17 Beechcraft C-45 sowie acht Learjets verschiedener Baureihen. Im November 1997 kaufte die Holding Kitty Hawk Group mehrere Unternehmen der Kalitta-Gruppe auf, darunter auch die Kalitta Flying Service, welche anschließend den Namen Kitty Hawk Charters erhielt.
Nachdem Kitty Hawk Charters infolge der Terroranschläge vom 11. September 2001 Insolvenz anmelden musste, erwarb Doug Kalitta das Unternehmen im Dezember 2001 und firmierte es in Kalitta Charters um. Das Betreiberzeugnis der Vorgängerin wurde am 2. Januar 2002 auf Kalitta Charters übertragen.
Das Unternehmen ist zudem als Wartungsbetrieb gemäß FAR 145 zertifiziert und darf Flugzeugreparaturen selbst durchführen.

## Flotte
Mit Stand Juli 2022 besteht die Flotte der Kalitta Charters aus 19 Flugzeugen.
| Flugzeugtyp               | Anzahl | bestellt | Anmerkungen |
| ------------------------- | ------ | -------- | ----------- |
| Bombardier Challenger 601 | 01     | 0        |             |
| Dassault Falcon 20        | 08     | 0        |             |
| Learjet 25                | 04     | 0        |             |
| Learjet 35                | 05     | 0        |             |
| Learjet 36                | 02     | 0        |             |
| gesamt                    | 19     |          |             |

## Ehemalige Flugzeugtypen
- Learjet 25